# 鹿児島県立栗野工業高等学校
鹿児島県立栗野工業高等学校（かごしまけんりつくりのこうぎょうこうとうがっこう）は、鹿児島県姶良郡湧水町（旧栗野町）木場に所在した公立の工業高等学校。
2008年4月に県教育委員会の高校再編実施計画に基づき、鹿児島県立牧園高等学校と統合。牧園高校の校地に鹿児島県立霧島高等学校が開校した。これに伴い2008年度から生徒募集を停止し、2010年3月31日に閉校した。

## 設置学科
- 電子機械科
- 建設工学科

## 所在地
- 〒899-6201 鹿児島県姶良郡湧水町木場3102

## アクセス
- 南国交通
  - 大口-菱刈役場前-栗野駅前-吉松駅前・栗野工業高校前 「栗野工業高校前」バス停
  - 大口-本城→菱刈役場前-栗野駅前-吉松駅前・栗野工業高校前 「栗野工業高校前」バス停
- JR
  - 肥薩線栗野駅より徒歩約25分

## 跡地利用
2020年2月、三菱地所が旧栗野工高校地を買収し、木材加工の工場を建設することが明らかになった。